# Estatua del rey Felipe IV de España (Bernini)
La Estatua del Rey Felipe IV de España es una escultura de bronce de los artistas italianos Gian Lorenzo Bernini y Girolamo Lucenti que representa a Felipe IV de España, situada en la Basílica de Santa María la Mayor, en Roma.
Bernini desarrolló el diseño inicial y supervisó el proyecto, mientras que Lucenti creó el modello y fundió el bronce, pero «la estatua es en todos los sentidos el resultado de un proceso que implicó sucesivas contribuciones estéticas y técnicas de ambos artistas».

## Descripción
El rey Felipe IV está representado como un líder militar en atuendo histórico, con coraza, capa y botas. Sostiene un cetro en la mano derecha y apoya la izquierda en la empuñadura de la espada. Su pose está plasmada en una exagerada postura de contrapposto, con la cabeza girada hacia la derecha y la mirada dirigida más allá del cetro levantado, creando la impresión de que está a punto de dar una orden. La escultura representa al rey como un héroe, encarnando las cualidades de un rey guerrero y protector de la iglesia católica.

## Ubicación
La estatua se encuentra en la Basílica de Santa María la Mayor de Roma. Al entrar en el pórtico, la estatua se encuentra hacia la pared derecha.

## Historia
La estatua fue propuesta por primera vez en 1643, pero el contrato no se firmó hasta 1664. Las obras comenzaron el mismo año y la escultura se terminó en 1666 (un año después de la muerte del monarca español).
En el año 2008 fue dirigida una restauración dirigía por el director de los Museos Vaticanos, Antonio Paolucci, y por el responsable del Departamento de Arte Medieval y Moderno de esta institución, Arnold Nesselrath.  Se restauraron los daños, provocados por el polvo, diversos contaminantes y materiales utilizados para proteger la estatua a lo largo de los siglos, fueron reparados mediante trabajos de limpieza e intervenciones quirúrgicas”, ayudando a restaurar el 75% de su plátino original.

## Galería

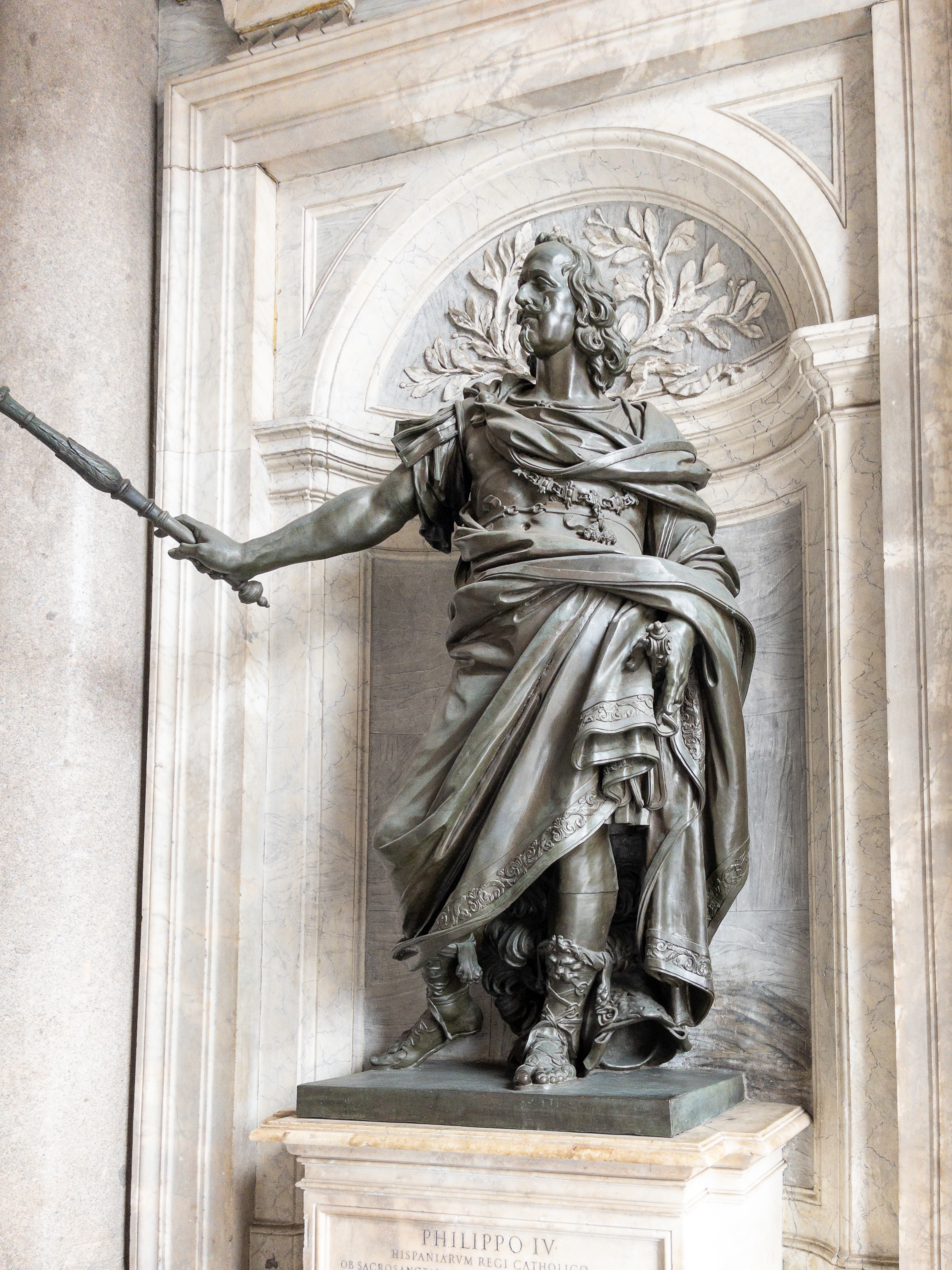
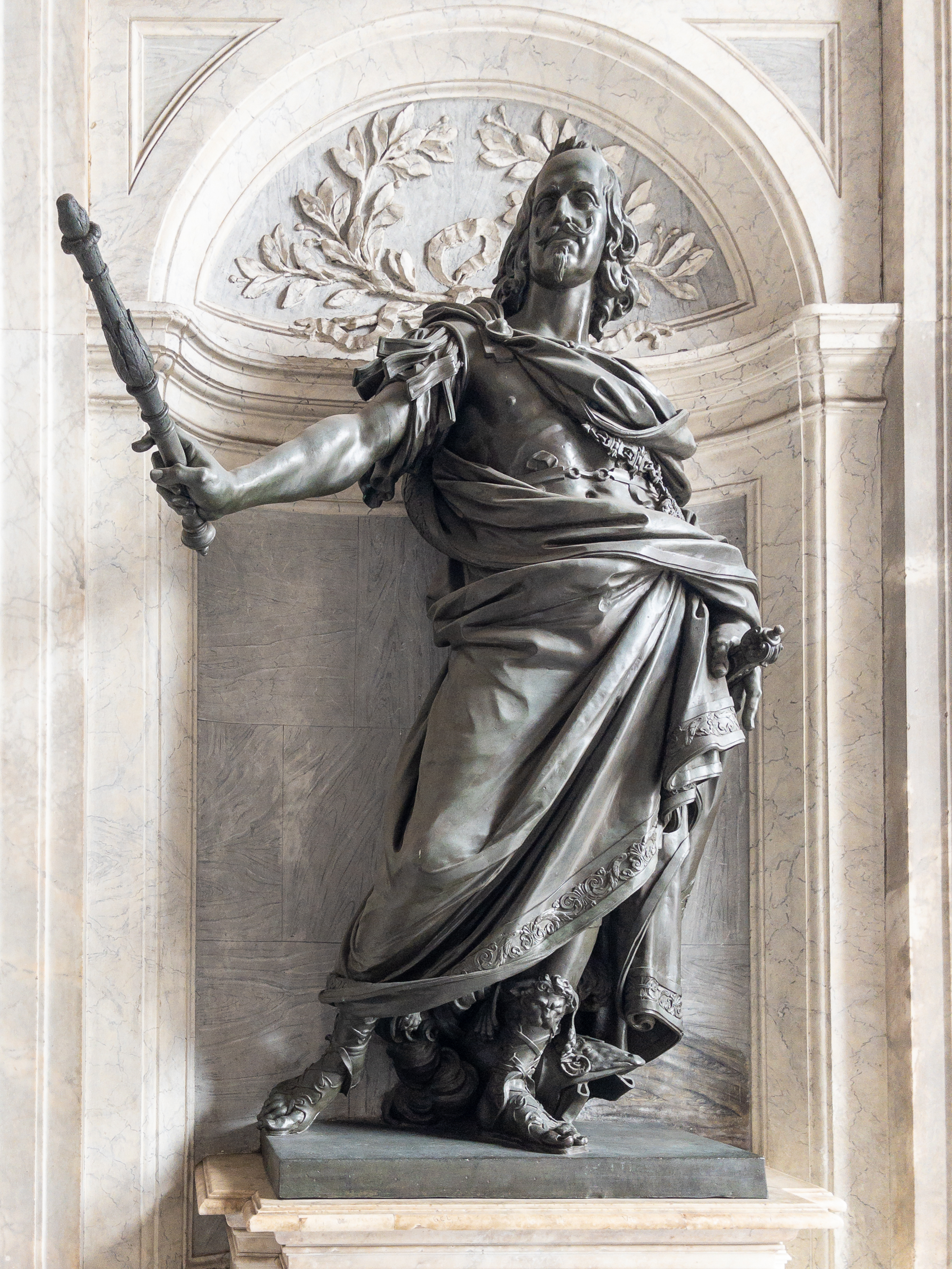
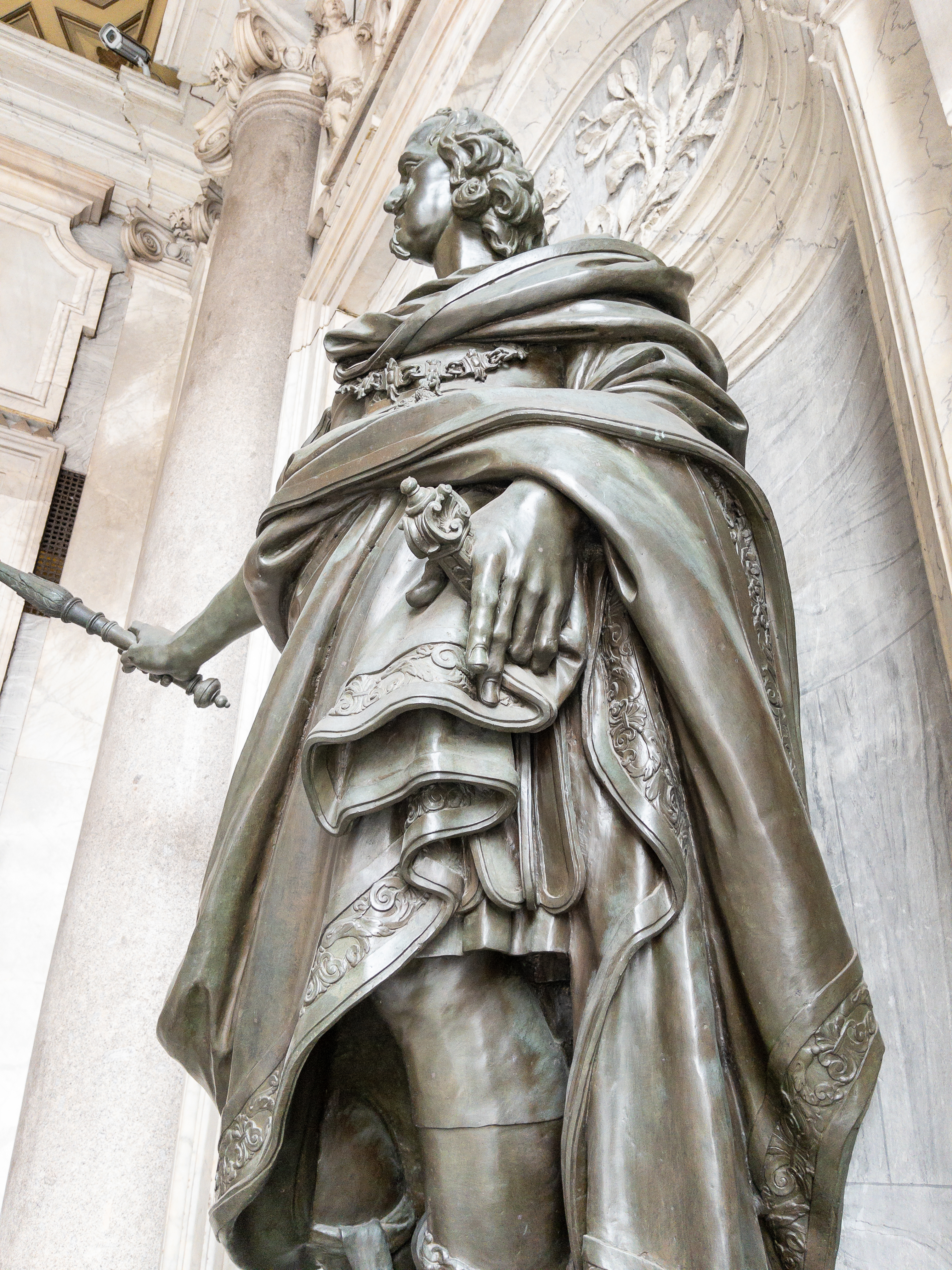
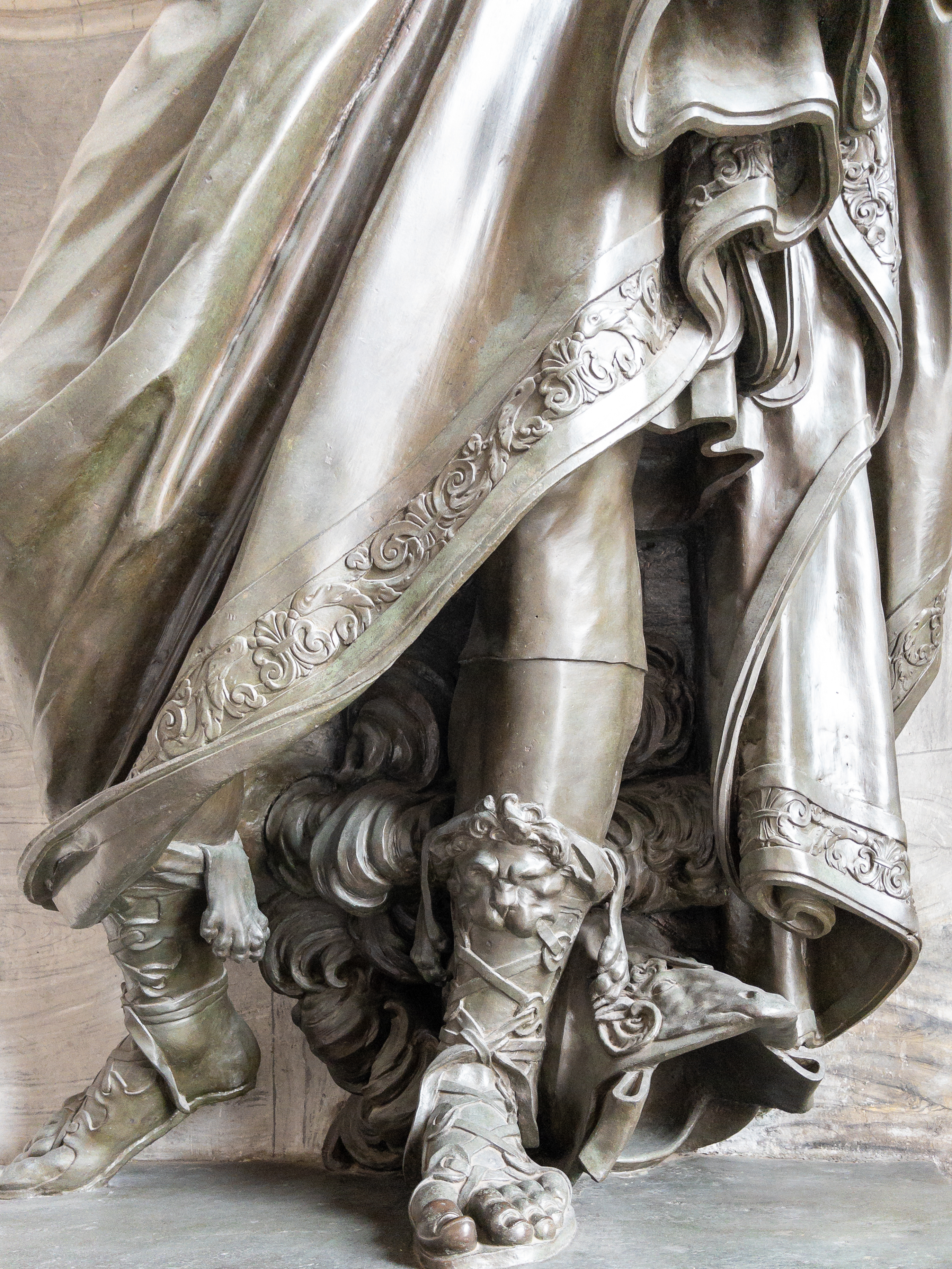
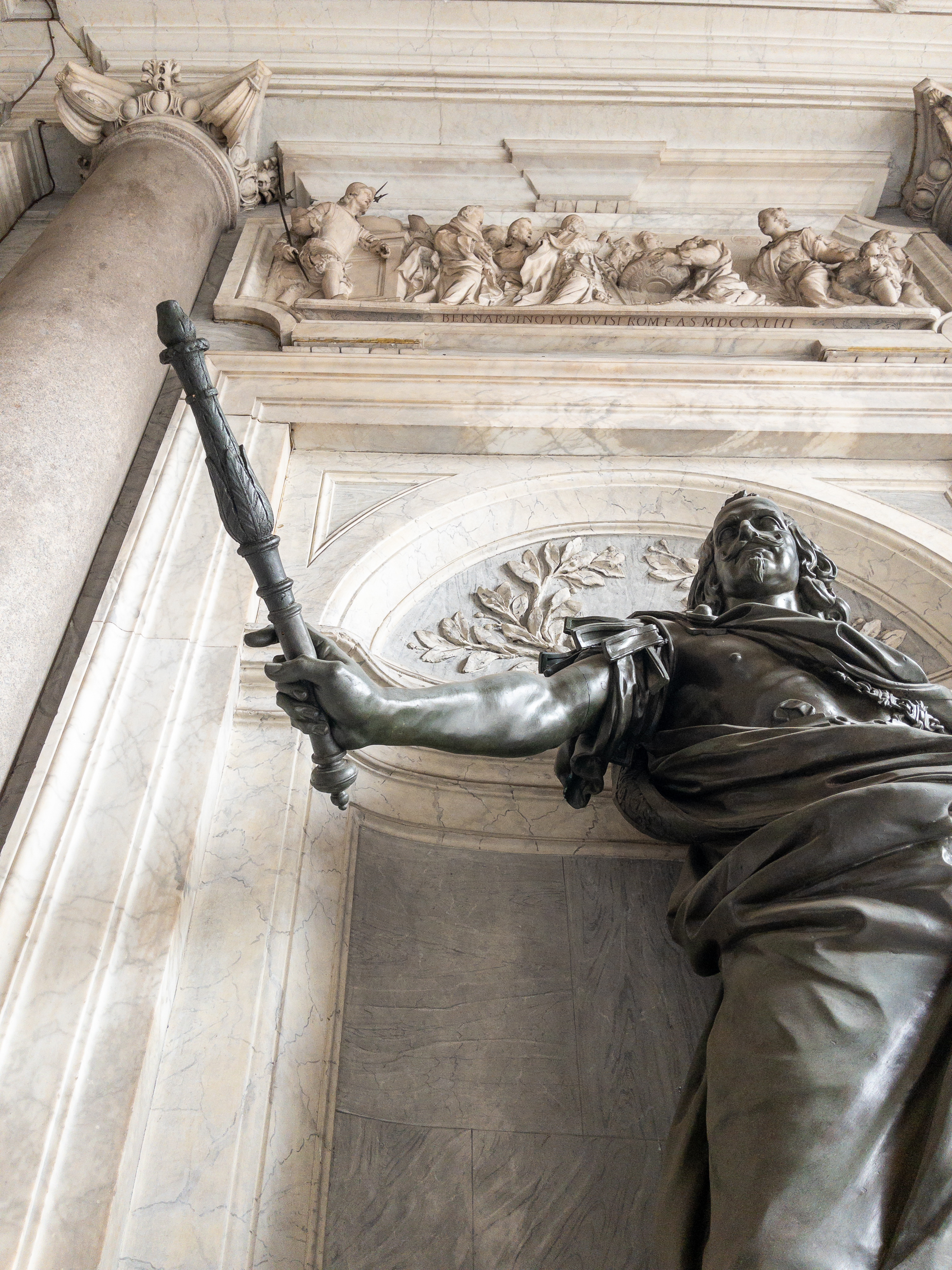
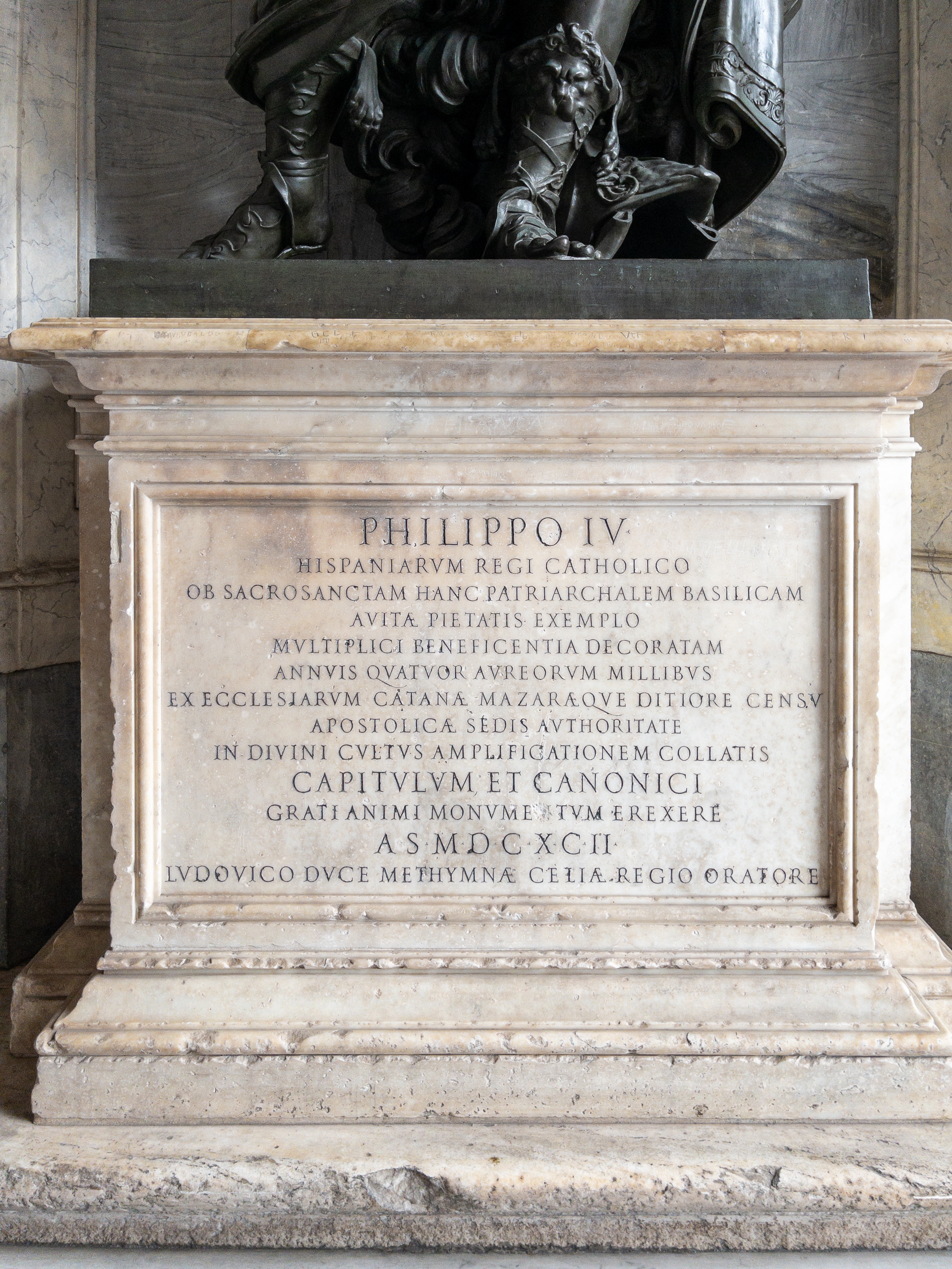